# Wennemar Voet
Wennemar Voet (* im 15. Jahrhundert; † 17. Mai 1509) war Vizedominus und Domherr in Münster.

## Leben
Wennemar Voet wurde als Sohn des Rudolf Voet zur Kolvenburg und dessen Gemahlin Jutta von Wüllen geboren. Am 25. August 1456 findet er erstmals als Domherr zu Münster urkundliche Erwähnung. Er trat 1478 die Nachfolge des Dietrich Haver als Vizedominus an und wurde damit Archidiakon zu Rorup. In dieser Funktion war Wennemar der Stellvertreter des Landesherrn. Er war im Besitz der Obedienz Helle und besaß ein Domkanonikat in Osnabrück. Wennemar starb als Domsenior in Münster.